# Brand-Nagelberg

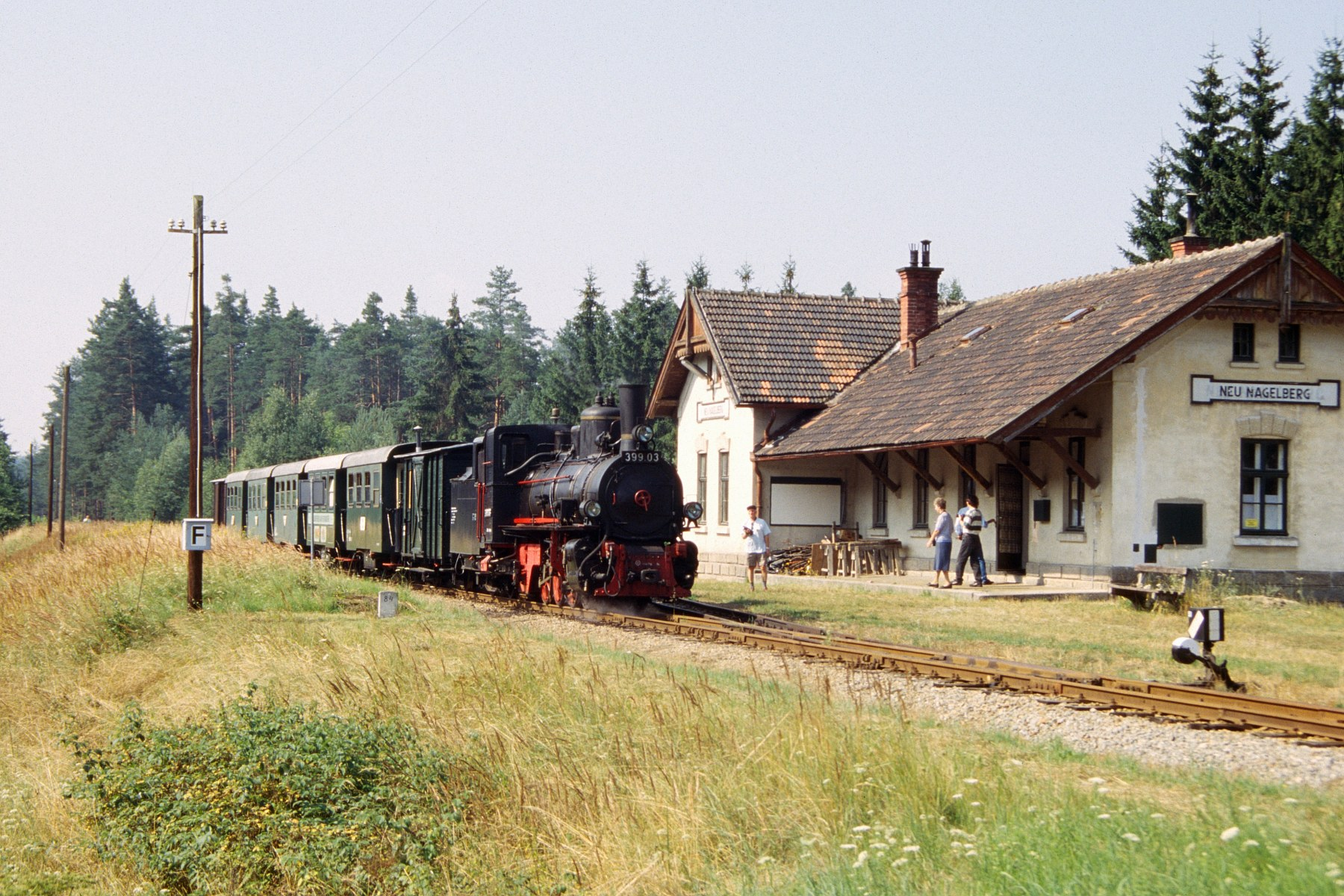
Zastávka vlaku v Neu-Nagelbergu

Brand-Nagelberg je městys v okrese Gmünd v rakouské spolkové zemi Dolní Rakousy.

## Geografie
Brand-Nagelberg se nachází v regionu Waldviertel v Dolním Rakousku. Asi 68,22 procent obce je zalesněné. Leží v nadmořské výšce 508 m a v roce 2014 zde žilo 1626 obyvatel.

### Členění obce
Městys má pět částí, v závorce je počet obyvatel k 1. lednu 2015
- Alt-Nagelberg (617)
- Brand (469)
- Finsternau (170)
- Neu-Nagelberg (104)
- Steinbach (258)